# Trichoglottis latisepala
Trichoglottis latisepala är en orkidéart som beskrevs av Oakes Ames. Trichoglottis latisepala ingår i släktet Trichoglottis och familjen orkidéer.
Artens utbredningsområde är Filippinerna. Inga underarter finns listade i Catalogue of Life.